# Train 1900
De Train 1900 is een toeristische spoorweg in Luxemburg tussen Pétange, Fond-de-Gras en Rodange.

## Geschiedenis
De spoorlijn kent een verleden als mijnspoorweg en werd aangelegd tussen 1873 en 1879. In 1970 werd de Association des musées et Tourisme Ferroviaire (AMTF) opgericht. Vanaf 1973 werd er met toeristische treinen over het spoorwegnet gereden.
| Maatschappij en nummer | Tractie         | Bouwjaar en fabriek              | Opmerkingen                                                                                | Afbeelding |
| ---------------------- | --------------- | -------------------------------- | ------------------------------------------------------------------------------------------ | ---------- |
| Locomotieven           |                 |                                  |                                                                                            |            |
| AL-T3 n°6114           | Stoom           | 1891, Graffenstaden              | Afkomstig van Alsace Lorraine. Aangekocht in 1996.                                         |            |
| AES n°5                | Stoom           | 1912, Orenstein & Koppel         | Afkomstig van Arbed. Aangekocht in 1977.                                                   |            |
| AD 07                  | Stoom           | 1942, La Meuse                   | Afkomstig van de mijn André Dumont Genk                                                    |            |
| ADI n°8                | Stoom           | 1900, Hanomag                    | Afkomstig van Arbed. Type B2nt 020T. Aangekocht in 1973, eerste locomotief van Train 1900. |            |
| Anna n°9               | Stoom           | 1908, Hohenzollern               | Afkomstig van de Eschweiler Bergwerksverein (EBV). Aangekocht in 1985.                     |            |
| ADI n°12               | Stoom           | 1903, Hanomag                    | Afkomstig van Arbed. Type T7 030T.                                                         |            |
| 503 Jeanne             | Stoom           | 1920, Cockerill                  | Afkomstig van Arbed. Aangekocht in 1998.                                                   |            |
| 507                    | Stoom           | 1946, Energie                    | Aangekocht in 2004.                                                                        |            |
| 33                     | Diesel          | 1957, Kloeckner-Humboldt, Deutz  | Aangeschaft in 1980.                                                                       |            |
| 2001                   | Diesel          | 1957, Kloeckner-Humboldt, Deutz  | Afkomstig van de CFL. Aangeschaft in 2001.                                                 |            |
| 7309                   | Diesel          | 1965, BN                         | Afkomstig van de NMBS, reeks 73. Aangeschaft in 2001.                                      |            |
| Moyse                  | Diesel          | 1959                             | Afkomstig van de Eucosyder, Petange.                                                       |            |
| AES DH2                | Diesel          | 1966, Jung                       | Afkomstig van de Arbed Schifflange                                                         |            |
| Motorrijtuigen         |                 |                                  |                                                                                            |            |
| CFL Z151               | Motorrijtuig    | 1956                             | Baureihe VT95, Uerdinger Railbus.                                                          |            |
| 551.669                | Motorrijtuig    | 1951                             | Baureihe VT95, Uerdinger Railbus. Afkomstig van de DB ex VT95 669en de CFV3V.              |            |
| Rijtuigen              |                 |                                  |                                                                                            |            |
| PH 408                 | Personenrijtuig | 1905, La Dyle                    | ex PH ex CFL 3137                                                                          |            |
| PH 410                 | Personenrijtuig | 1905, La Dyle                    | ex PH ex CFL 3140                                                                          |            |
| PH 444                 | Personenrijtuig | 1926, Nicaise Delcuve            | ex PH ex CFL 3164                                                                          |            |
| PH 755                 | Personenrijtuig | 1926, Nicaise Delcuve            | ex PH ex CFL 3168                                                                          |            |
| PH 941                 | Personenrijtuig | 1914, Uerdingen                  | ex CFL 7082                                                                                |            |
| RZ 1061                | Personenrijtuig | 1951                             | Aanhangrijtuig van een Railbus                                                             |            |
| AB2 mp 2024            | Personenrijtuig | 1930, Linke-Hofmann-Busch        | ex CFL 7082                                                                                |            |
| B2C2 2324              | Personenrijtuig | 1897, Steinfurt Kaliningrad      | Voormalig rijtuig uit Pruisen DR 37456 / CFL.                                              |            |
| C6 f 3281              | Personenrijtuig | 1927                             | Voormalig rijtuig uit Pruisen DR 310 en CFL RZ 1024.                                       |            |
| Uk 9002                | Personenrijtuig |                                  | Voormalig rijtuig uit Pruisen DR ex CFL 40 82 952 9 002-2                                  |            |
| VOywf 9262             | Personenrijtuig | 1908, De Dietrich                | AL 13243 ex CFL B 4P 3101                                                                  |            |
| Al C6tf 15588          | Personenrijtuig | 1919, Fuchs Heidelberg           | Rijtuig C3pr11 uit Pruisen, voormalig nummer Frankfurt 4059                                |            |
| A 31 110               | Personenrijtuig | 1935, Ragheno                    | Rijtuig NMBS type L, van oorsprong b8-rijtuigen reeks 32001 - 32020.                       |            |
| B 32 074               | Personenrijtuig | 1935, Ragheno                    | Rijtuig NMBS type L.                                                                       |            |
| B 32 127               | Personenrijtuig | 1935, Ragheno                    | Rijtuig NMBS type L.                                                                       |            |
| BD 39 026              | Personenrijtuig | 1935, Ragheno                    | Rijtuig NMBS type L.                                                                       |            |
| AD 91900               | Personenrijtuig | 1921, Ragheno                    | NMBS-rijtuig type GCI                                                                      |            |
| B 96544                | Personenrijtuig | 1904, Ragheno                    | NMBS-rijtuig type GCI                                                                      |            |
| B 94539                | Personenrijtuig | 1908, Charles Allard Chatelineau | NMBS-rijtuig type GCI                                                                      |            |